# Tonio Dell'Olio
Tonio Dell'Olio (Bisceglie, 6 febbraio 1960) è un presbitero, giornalista e attivista per la nonviolenza italiano.
È Volontario (membro) della Pro Civitate Christiana di Assisi di cui è stato presidente per tre mandati dal 2016 al 2025 e presidente della Commissione spirito di Assisi promossa dalla diocesi di Assisi-Nocera Umbra-Gualdo Tadino per dare seguito all’incontro e alla preghiera per la pace avviati da papa Giovanni Paolo II (27 ottobre 1986) con i rappresentanti delle religioni. Attualmente ricopre la carica di coordinatore del Cantiere della pace della Regione Umbria, coordinamento istituito presso l'Assessorato della Regione Umbria alla pace e formato dalle realtà (Fondazioni, enti, associazioni, reti, sindacati) che operano per la pace. È stato coordinatore nazionale (1993 - 2005) e membro del consiglio nazionale (1993 - 2009) di Pax Christi, movimento cattolico internazionale per la pace. Dal 2005 al 2015 è stato membro dell'Ufficio di Presidenza e fondatore e responsabile del settore internazionale di Libera - associazioni nomi e numeri contro le mafie. E' iscritto all'albo dei Giornalisti pubblicisti dal 2001. Suoi articoli sono apparsi su numerose testate, tra cui Avvenire, Jesus, Famiglia Cristiana, Micromega, Adista, Aggiornamenti Sociali, Carta, Confronti, Rinascita, Solidarietà Internazionale, Città Nuova, Credere, Vita Pastorale. Per il quindicinale Rocca cura la rubrica Camineiro dal 2009. Sin dal numero 0 (1990) è redattore di Mosaico di Pace, rivista promossa da Pax Christi e fondata da don Tonino Bello, di cui è stato anche stato direttore. Per questo mensile dal 2008 pubblica una rubrica quotidiana online dal titolo Mosaico dei giorni. Dal 2018 fino ad oggi per il settimanale regionale dell'Umbria La Voce cura la rubrica Oltre i confini. È membro dell’Osservatorio regionale sulla criminalità organizzata e l’illegalità, organismo istituito dalla Regione Umbria

## Biografia
Sacerdote dell'arcidiocesi di Trani-Barletta-Bisceglie, fra il 1985 e il 1993 ha avuto modo di collaborare con Antonio Bello, vescovo di Molfetta e presidente di Pax Christi. È stato cappellano del carcere di massima sicurezza di Trani e in quel contesto ha approfondito sul campo le dinamiche legate alla cultura delinquenziale e alle grandi famiglie criminali. Ha operato in quartieri segnati da degrado e marginalità come i Quartieri Spagnoli di Napoli, dedicandosi ai minori e al recupero dei tossicodipendenti, anche attraverso la fondazione del Centro Giovanile Metropòlis (Misura della città) a Bisceglie nel 1987. Eletto coordinatore di Pax Christi nel 1993, è stato tra i promotori di molte campagne, attività e iniziative sui temi dell'economia di giustizia e del disarmo. Ha coordinato, tra le altre, la mobilitazione per la difesa della legge 185/90 per il controllo del commercio delle armi, è stato portavoce della Campagna per la pace in Sudan, ha contribuito a costituire la Rete Disarmo ed è stato tra i promotori della Campagna Italiana contro le Mine. Il 10 dicembre 1997, in occasione del conferimento del Premio Nobel per la pace a Jody Williams e alla Campagna Internazionale per la messa al bando contro le mine, ha rappresentato la Campagna italiana nella cerimonia di Oslo. Ha organizzato incontri e momenti di dialogo tra rappresentanti di diverse tradizioni religiose come contributo delle fedi alla costruzione della pace, fra cui il forum “Il cammino di liberazione delle fedi del Mediterraneo” tenutosi a Bari nel dicembre 2005. Ha contribuito all'organizzazione di molte mobilitazioni in difesa dei diritti umani, contro la guerra e per il disarmo.
Come membro del direttivo della Tavola della Pace, ha contribuito a organizzare le edizioni dell'Assemblea dell'ONU dei popoli e la Marcia per la pace Perugia-Assisi dal 1993.
Come responsabile dell'area internazionale di Libera, ha preso parte a numerosi incontri internazionali anche presso le istituzioni comunitarie europee e presso le Nazioni Unite (in particolare l'agenzia United Nations Office Drugs and Crime) dove a Libera è riconosciuto lo status consultivo. In questo contesto nel 2007 ha tenuto una relazione sul contributo della società civile nel contrasto alla criminalità organizzata. Ha contribuito a dar vita a Medlink, una rete di associazioni italiane impegnate nel tessere intrecci e reti di conoscenza, di scambio e di promozione dei diritti nel bacino del Mediterraneo con altre realtà della società civile. Ha promosso la costituzione di una rete europea di organizzazioni di società civile contro le mafie denominata Libera Europe. Ha dato vita a una rete Latinoamericana per la legalità e contro la criminalità organizzata denominata ALAS - America Latina Alternativa Social. Attualmente il network comprende organizzazioni e coordinamenti di Argentina, Brasile, Ecuador, Colombia, Messico, Guatemala, El Salvador, Honduras, Nicaragua, Perù, Bolivia.
Eletto presidente della Pro Civitate Christiana nel Luglio 2016 è stato rieletto nel 2019 e nel 2022 ed è tuttora in carica.

## Opere

### Collettive
- Alcune voci per il Dizionario di teologia della pace, EDB, 1997
- New global, Zelig, 2003
- Il coraggio di cambiare, Cittadella, 2004

- No alla guerra, Piemme, 2005
- Quaderno africano, Frassinelli, 2005
- Strappare un abbraccio difficile, Cittadella, 2006[20]
- Quando la coscienza non è addormentata, Cittadella, 2008
- Chiesa del Concilio dove sei?, Cittadella, 2009
- Quale sicurezza nella città degli uomini, Cittadella, 2010
- Quando il male ci interroga, Cittadella, 2015
- Francesco, Città Nuova, 2020[21]
- Quando si dice pace. Visioni, riflessioni e testimonianza sulla cittadinanza globale, Franco Angeli, 2023
- Intra omnes. Dal  popolo di Dio al conclave, Queriniana, 2025

### Personali
- Parola a rischio: alla scuola di Bartimeo, Edizioni Paoline, 2005 (Tradotto e pubblicato in francese: A l'ecole de Bartimee Archiviato il 15 luglio 2020 in Internet Archive.)
- Pace, EMI, 2009 (collana "Le parole delle fedi")